# Família de Flora
La família Flora d'asteroides va ser establerta pel professor d'astronomia de la Universitat Imperial de Tòquio, Kiyotsugu Hirayama.
La formen els asteroides amb les següents característiques: 
- 2,1 < a < 2,3 (essent a el semieix major de l'òrbita en ua)

- i < 11 (sent i la inclinació de l'òrbita)

Els membres d'aquesta família poden haver estat originats per la fragmentació d'un únic objecte, del que podria ser-ne el major fragment l'asteroide (8) Flora, que dona nom a la família. Es troben prop de la vora interior del cinturó principal, a una distància mitjana de 2,2 ua del Sol. Tots els membres d'aquesta família es troben separats del cinturó principal per un dels buits de Kirkwood.
Es coneixen uns 590 membres de la família però s'estima que n'hi hagi més de 800.

## Asteroides que formen la família
- (8) Flora, el més gran amb 136 km.
- (43) Ariadne, el segon més gran amb 66 km.
- (244) Sita
- (291) Alice
- (315) Constantia
- (341) California
- (352) Gisela
- (428) Monachia
- (453) Tea
- (496) Gryphia
- (553) Kundry
- (763) Cupido
- (841) Arabella
- (951) Gaspra, visitat per la sonda Galileu el 1991.
- (2399) Terradas, batejat en memòria del català Esteve Terradas i Illa.

(llista no exhaustiva)